# Herman Wilhelm Bissen
 Der er flere personer med dette navn, se Bissen.
Herman Wilhelm Bissen (13. oktober 1798 i Slesvig by – 10. marts 1868 i København) var dansk billedhugger.
Hans hovedværker: Den tapre Landsoldat står i Fredericia, Frederik 6. står i Frederiksberg Have og Istedløven, der står på kirkegården i Flensborg.
Vilhelm Bissen var et barn fra grænselinjen mellem dansk og tysk i Sønderjylland, ja, linjen var endog draget midt igennem hans familie. Faderen, Christian Gottlieb Vilhelm Bissen, var holstener, moren, Anna Margrethe Dorothea født Elfendehl, var fra den dansktalende del af Sønderjylland; indbyrdes talte forældrene plattysk. Forældrene boede i Slesvig by ved Vilhelms fødsel; et års tid senere købte faren en landejendom i Angel, hvor sproget den gang mest var dansk; her boede Vilhelm til han fyldte fjorten. Hans udtale af det danske modersmål bevarede hele livet igennem et stærkt sønderjysk tonefald; han var påfaldende nordisk: hår og skæg rødligblond, øjnene lyseblå og meget skarpe. Som ældre mindede han om forestillingen om Odin.
Som barn og ung var han meget lidt støjende. Regelmæssig undervisning fik han ikke; dog var han lærelysten og især ivrig til at samle planter og insekter; overhovedet var blikket for det ejendommelige ved de forskellige levende væseners – dyrearters og menneskelige individers – adfærd en meget fremherskende evne hos ham gennem hele hans liv. Han røbede tidligt evner til tegning og modellering og opmuntredes dertil af sin mor, som han i det hele slægtede på. 1812 flyttede familien igen til Slesvig by, her sattes han i borgerskole og skulle efter konfirmationen 1815 i snedkerlære. Men hans kunstneriske anlæg havde vakt opmærksomhed hos nogle venner af familien, som sammenskød en lille sum, for at han kunne komme til København og uddanne sig til maler (november 1816). Han var flittig på Kunstakademiet men fandt ikke smag for København og vendte 1818 tilbage til hjemmet med den tanke at gå til Tyskland. Men medens han opholdt sig i Slesvig, fik byen netop besøg af prins Christian (senere kong Christian 8.); provst Callisen greb lejligheden til at tale Bissens sag; han blev også forestillet, og prinsen lovede ham en understøttelse, imod at han atter gik til København og fortsatte sin uddannelse der.
I slutningen af 1818 arbejdede han igen på Akademiet; desuden tegnede og malede han portrætter for erhvervs skyld, udførte endog et historisk maleri (Axel og Valborg). Men han havde lige så megen lyst til modellering og opmuntredes deri af professor J.L. Lund. Et ganske lille tilfælde hjalp ham til at træffe valget mellem de to kunstarter. Da han skulle konkurrere til den lille guldmedalje, var han endnu aldeles tvivlrådig, om han skulle gøre det som maler eller som billedhugger. Til skitsekonkursen mødte han derfor med redskaber både til maling og modellering, i det han ville træffe sit valg, alt eftersom den opgave, der blev stillet, og som var den samme for begge kunstarter, forekom ham at egne sig bedst for den ene eller den anden af dem. Opgaven lød: ”Jacobs Sønner vise Faderen Josefs blodige Kjortel”. Bissen var derefter lige nær: Emnet syntes ham lige vel egnet for et relief og for et maleri. Han står uvis og rådvild, tilfældigvis med farvespatelen i hånden; fordybet i sin tvivl trykker og bøjer han dens elastiske spids mod bordpladen – den knækker, og valget er afgjort, fordi han ikke kan indlade sig på at male uden spatel. Hans valg af billedhuggerkunsten kom til at gælde for hele livet. For sit relief af Jacobs sønner fik han den lille guldmedalje 1821. I de følgende to år udfører han en lille statue over et græsk emne (Orfeus), gør tegninger af nordisk mytologi og, efter offentlig bestilling, til Slotskirkens indre dekoration 4 relieffer af bibelske emner og nogle dekorative englefigurer.

## Dannelsesrejse – til fods til Rom
1823 fik han Akademiets store guldmedalje og tiltrådte i december med offentlig understøttelse sin store udenlandsrejse, en dannelsesrejse. I Berlin så han Rauchs nye arbejder, i Nürnberg vakte den gamle Peter Vischers værker hans interesse. Fra München gik han i selskab med maleren Ernst Meyer til fods over alperne til Venedig, hvis arkitektur gjorde et slående indtryk på ham; den ældre italienske billedhuggerkunst derimod, som han især så i Florents, lærte han først nogle år senere at skatte efter fortjeneste. Til Rom ankom han i september 1824. Her fandt han Bertel Thorvaldsen på højden af hans berømmelse og storartede virksomhed og kom som landsmand og kunstbror i mangfoldig forbindelse med ham. Et egentlig nøje personligt forhold udviklede der sig dog aldrig imellem dem, dertil var Bissen for beskeden og tilbageholden; med H.E. Freund sluttede han derimod et inderligt og fortroligt venskab. Uagtet Bissen ved nogle studier og arbejder modtog vejledning af Thorvaldsen, trådte han dog heller ikke i noget varigt og sammenhængende forhold til ham som elev. Alligevel fik Thorvaldsen som kunstner en meget afgørende indflydelse på ham. Han var kommet til Italien uden bestemt udviklede forestillinger om sin kunsts mål og midler; nu indarbejdedes han i den ånd og retning, som karakteriserede Thorvaldsens senere virksomhed.
Vel studerede han også på egen hånd flittigt den antikke kunst, og af naturen droges hans blik mere end Thorvaldsens til visse sider af antikken (det tragiske, det kæmpende); men disse selvstændige indtryk satte først ret frugt i hans senere år; foreløbig sluttede han sig overvejende til Thorvaldsens mere idylliske skønhedsdyrkelse. Imidlertid havde han meget at kæmpe med: et svageligt helbred, der jævnlig voldte ham stærke legemssmerter, dyb mistillid til sine egne kræfter og misfornøjelse med sine første forsøg, tekniske vanskeligheder især ved marmorarbejdet, som satte hans udholdenhed på hårde prøver. Først da han omtrent havde nået det 30. år, kunne han med mere klarhed over, hvad han ville, drage fordel af sin sjældne naturlige energi og produktionsevne. Han udviklede derefter i 40 år en rastløs produktivitet, der i omfang næppe giver Thorvaldsens noget efter. Her kan selvfølgelig kun hans vigtigste værker anføres. I Rom vakte han først ret opmærksomhed ved nogle statuer, der udførtes i marmor til rige kunstelskere: Blomsterpigen (1829), Paris med Æblet (1832, flere gange omarbejdet), Ceres. For Thorvaldsen skitserede og modellerede han 1833-34 hele monumentet over Gutenberg til Mainz.

### Ægteskab
Derefter drog han tilbage til Danmark. Her bosatte han sig i 1835 og ægtede Emilie Hedevig Møller, som han i sin ungdom havde lært at kende som ganske ung pige og under 10 års fravær bevaret i trofast minde. Hun var datter af en industridrivende, som det var gået tilbage for; af væsen var hun mere oprømt og talende end Bissen selv, hun gjorde hans hus lykkeligt og fødte ham fem børn, af hvilke dog de to døde tidlig. Samtidig fik han store bestillinger af regeringen til udsmykningen af det genopførte Christiansborg, og man anviste ham gode værksteder i Materialgården ved Frederiksholms Kanal. I 1835 valgtes han også til medlem af Akademiet; hans receptionsarbejde var statuen Valkyrien, et smukt nordisk sidestykke til Thorvaldsens Hebe. Senere efter Freunds død 1840 blev han også professor ved Akademiet og har atter senere fungeret som dets direktør; dog har han hverken i den ene eller den anden af disse egenskaber følt sig stærkt knyttet til det. Hans lærervirksomhed, som blev meget betydelig, udøvedes mest i hans eget værksted.
Til Christiansborgs Riddersal modellerede han 1835-41 den store frise af Ceres og Bacchus, som med deres følge drog ud fra Olympens gudeforsamling for at bringe den rå og vilde menneskeslægt civilisationens goder, et relief med over 300 figurer, en alen og syv tommer højt, 130 alen langt, betydelig større end Thorvaldsens Alexandertog og Freunds Ragnaroksfrise tilsammen tagne, et kolossalt og righoldigt arbejde, om det end ikke i indre betydning ganske kan måle sig med hine sjældne mesterværker af hans kunstbrødre. Det andet store værk til Christiansborg var de 18 kvindelige statuer til dronningens trappe, nemlig fire af middelalderens danske dronninger og 14 kvindeskikkelser fra nordiske og græske heltesagn, parvis sammenstillede efter beslægtede motiver, således at en nordisk og en græsk svare til hinanden. Hele denne række statuer var skitseret 1838; men færdig stod den først 20 år senere; 13 af figurerne er endda modellerede i årene 1856-58. At kostumet i de nordiske figurer her er rigtigere, og at for eksempel Brynhild som skjoldmø er forstået bedre i overensstemmelse med kildeskrifterne end i tidligere fremstillinger af Nordens oldtid, er vel en fortjeneste; men æren herfor tilkommer måske mere Bissens lærde rådgivere, navnlig Høyen, end ham selv. I behandlingen af legemsformen er modsætningen mellem nordisk og græsk ikke gennemført med synderlig skarp konsekvens, så meget mere som statuerne er mere skitserede end udførte. Derimod har han forstået i det psykologiske gennemgående at karakterisere forskellen mellem de to oldtidsfolk. Og hvad der kaster glans over det hele, er den poetiske styrke og inderlighed, hvormed flere af motiverne, især de tragiske, er gribende, det dybe blik ind i en stærkt bevæget sjæl. Figuren af Ingeborg, der stirrer på ringen, som Hjalmar har sendt hende i sin dødsstund, hører til de ypperste værker af nordisk kunst.

### Opgaver
Andre store foretagender havde han taget i arv efter Thorvaldsen: Tre af de kolossale statuer ved portalen på Christiansborg, Victoria på kvadrigaen (kvadriga = firspand; vogn forspændt med fire heste, der i oldtiden benyttedes ved væddeløbskørsel og festoptog) over Thorvaldsens Museum. Efter Thorvaldsens død blev Bissen hans kunstneriske executor testamenti (eksekutor = bobestyrer) og ledede senere udførelsen af hans værker i marmor. Også gennem hans egen produktion vedblev der at gå en thorvaldsensk strømning, dertil kan blandt andet henregnes de smukke figurer af Nymfen, der sætter sin hårfletning, og Hylas, udført kort efter et ophold i Rom 1841-42, og et par Amorfigurer. Mere karakteristisk for Bissen er en række unge skikkelser, der er fremkommet af hans indtryk af det sydlandske folkeliv i den ham så kære italienske natur, men på antik vis fremstillede nøgne: en dreng, som fisker, en lille tiggerdreng og langt senere (o. 1862) en skøn statue af en hyrdedreng, som står drømmende med sin stav lagt på tværs over nakken og hænderne hvilende over den; desuden nogle figurer af badende piger. Og endnu mere karakteristisk bissenske, og slet ikke thorvaldsenske, er en række betydningsfulde statuer fra halvtredserne af skikkelser fra den græske poesi, alle karakteriserede ved et indre lidelsesfuldt oprør, en mægtig sjælekamp – Orestes, der flygter for furierne, som han ser rejse sig fra moderens blod; Philoktet i hans ensomme kvaler på Lemnos; Achilles, siddende på havstranden i harme og fortørnelse over den røvede Briseis. Til slige motiver af en mandig patos havde Bissen mere indre kald end til dem, hvor det gjaldt om at udtrykke en ophøjet, olympisk klarhed (Apollon og Athene i universitetets forhal, modellerede i midten af fyrrerne). De kirkelige og bibelske emner trængtes mere tilbage i hans kunst, skønt han ikke afviste dem; fremstillingen af Moses som lovgiver (statuen uden for Frue Kirke, 1853) var en opgave, som lå godt for ham.
Vi har allerede fulgt hans virksomhed delvis langt frem i tiden. Men imidlertid var der omkring året 1848 hurtig foregået store forandringer i hans personlige, huslige og kunstneriske liv. Hans helbred, der hidtil havde været svagt, blev efter et par vandkure i Gräfenberg, 1846 og 47, stærkt og pålideligt, dermed kom ny friskhed og arbejdskraft. 1850 mistede han sin hustru; to år senere giftede han sig på ny (med Marie Cathrine Sonne). De store politiske begivenheder vakte nye følelser til et stærkt liv hos ham, så meget mere som han som følge af sin fødsel og sine barndomsminder følte sig personlig delagtig i striden om den danske nationalitet i Slesvig. Tidligere havde han arbejdet meget for tyske kunstelskere, især for de store pengemænd i Altona, Baur og Donner: dermed var det nu forbi; men til gengæld fik han fra det danske folks side, gennem nationalsubskriptioner, en stor række nye og betydningsfulde opgaver at løse. Og med hele kunsten i Danmark var der foregået store forandringer: den blev mere og mere båret af en ånd, der var ganske forskellig fra den, som havde båret Thorvaldsens. Malerne havde begyndt at studere hjemmets natur- og folkeliv på første hånd; Bissens ven Høyen forkyndte i taler og samtaler, at kunstens liv måtte udgå fra det nationale liv. Således danner Bissens sidste 20 år en klart begrænset periode i hans liv og uden tvivl den mest fremtrædende. Efter Thorvaldsens død stod han som Danmarks ypperste billedhugger og udrustet med stor autoritet. Han slap ikke sin fortids tråde, men han fulgte dem med mere personlig og selvstændig frihed. Og han begyndte efter at have fyldt 50 år nye tråde.

### Sejrsmonumenter
- Herman Wilhelm Bissen, Frederik 6., 1856, Frederiksberg Have
- Herman Wilhelm Bissen, Landsoldaten, 1858, Fredericia
- Herman Wilhelm bissen, Istedløven, 1859-60, Flensborg

Folkets stolthed og glæde over sejren ved Fredericia førte straks til tanken om et sejrsmonument. Jerichau og Bissen gjorde hver sin skitse: Jerichau en Thor, Bissen den danske landsoldat, og Bissens blev foretrukket med stort stemmeflertal (17. juni 1850). Det var en mærkedag i vor kunsts historie: Billedhuggerkunsten havde stillet sig i et helt nyt forhold til sin opgave og til nationen. Bissens landsoldat sætter foden på den erobrede mørser, svinger sin bøgegren med en stor, mandig glæde og råber sit hurra af et rigtig fuldt og stærkt vejr fra lungerne. Fra de ophøjede og fjerne forestillinger var kunsten trådt ned på hjemmets jævne grund og havde fremstillet en mand fra de meniges række. I stedet for ideal nøgenhed eller frit plastisk klædebon havde den taget til takke med soldatermunduren (soldaterbeklædning), knappet om legemet som en grov, småfoldet skede; men denne dragt var den virkelige, og det var virkeligheden, man ville ære. Ville kunsten leve folkets liv, så måtte den ikke vrage dets grovbrød, om det end til en overgang smagte ilde. I samme ånd, om end i en anden sjælelig tonart, fremstillede Bissen soldaterne, der jorder deres kammerat (det store gravrelief i Fredericia), og maleren Lundbyes monument uden på Garnisonskirken i København. Han anvendte også fra nu af det moderne kostume i alle sine portrætstatuer, medens han tidligere (1837) havde fremstillet A.S. Ørsted i antik dragt. Efter landsoldaten i Fredericia fulgte det kolossale Løvemonument i Flensborg, udført 1860, -- forhastet i sin tanke og snart fortabt. For at gøre studier til den store løve rejste Bissen til Paris, hvor han kunne opholde sig hos en bror, som var bosat der som urmager.
Allerede tidligere havde Bissen udført adskillige portrætter; men først i sine sidste 20 år udfoldede han i denne retning en rig virksomhed, om hvilken det med rette er blevet sagt, at den giver mange og fortræffelige bidrag til vor personalhistorie. Nogle af hans portrætbuster udførtes som nationalmonumenter, mange efter privat bestilling; men ikke få af dem var, som Høyen fortæller, fremkaldt af kunstnerens egen trang til hos sig at bevare trækkene af de mænd, som var blevet ham kære ved deres virksomhed i det offentlige liv, i kunst og i videnskab. Dertil kan føjes, at hans senere portrætbuster åbenbart er fortrinligere end de tidligere; en af de allerbedste er Kristian Mantzius’, som ved Bissens død ikke var ganske fuldendt. Thorvaldsen og Freund have hver på sin vis fortrin i behandlingen af et portræthoveds form, der hos Bissen en gang imellem kan blive lidt trægt og fattigt, omend den altid er solidt underbygget. Men i psykologisk og fysiognomisk skarpsyn for de forskelligste individualiteter er Bissen vistnok den ypperste. Forud for de andre har han også en tydelig evne til gennem busten alene at give et indtryk af den hele skikkelse med dens særegne gang, holdning, adfærd (for eksempel busterne af Johan Nicolai Madvig, Japetus Steenstrup, Johan Henrik Thomander, Johan Ludvig Heiberg, H.C. Andersen, Henrik Hertz og mange andre). Dette blik for personens individuelle optræden kommer også fortræffeligt frem i hans portrætstatuer, som for det meste er udført eller anvendt til Nationalmonumenter. Bissen går med djærv sanddruhed løs på den virkelige og konkrete karakter uden at holde "Lovtaler" i gammel manér. Hans Frederik 6. (1856) er virkelig kongen af Guds nåde, som selv redelig og samvittighedsfuld kender sin myndighed til at kræve andre til regnskab, men han har også lidt af en buldrende underofficers væsen, således som kongen jo havde det. A.S. Ørsted sidder fordybet i sine tanker, men synes, idet han støtter det store hoved i hånden, så overvældet af sin egen lærde dialektik, som om han ikke befandt sig ganske vel. H.C. Ørsted (omkring 1862) holder sin forelæsning så idéopfyldt, så barneglad og så troskyldig kejtet i holdningen som i levende live. Grev Adam Wilhelm Moltke (o. 1856) slæber sit gamle, tunge legeme besværligt fremad; men der er den mildeste og nobleste, patriarkalske værdighed udbredt over hans person. Adam Oehlenschläger (1855) strækker sig i sin lænestol doven og magelig men med en kongelig følelse af at være en af de udvalgte. Frederik 7. på sin hesteryg slår ud med hånden så bredt og rundt og folkeligt, som netop han forstod at optræde lige over for den store mængde. Af kvindelige portrætstatuer har Bissen udført en smuk, siddende figur af sin første hustru og en stående af fru Heiberg udmærket ved et levende, kækt og åndfuldt udtryk.
I de sidste 18 år af sit liv havde han fået omtrent et lige så stort antal nationalmonumenter at udføre til offentlig plads i hovedstaden eller provinserne, deriblandt en række store, endog kolossale opgaver, foruden en mængde andre offentlige arbejder. Kravet til folkelige monumenter fik fra begivenhederne i 1848 at regne pludselig en styrke og et omfang, som hidtil knap var anet i Danmark, og dette krav skulle næsten alene fyldestgøres af Bissen; han fik derved en så fremskudt national betydning, som næppe nogen anden dansk kunstner har haft. I det hele og store var hans personlige følelse fuldt med ved disse opgaver, og hans plastiske dannelse og overordentlige arbejdskraft slog til ved deres løsning. Man må derfor kalde Bissen en lykkelig kunstner, og han betragtede også sig selv som sådan. I hans værksted var der travl og storartet virksomhed; dér fik de fleste billedhuggere af den følgende generation deres skole; efterhånden skal der i årenes løb have været over 100 lærlinge og medhjælpere i virksomhed, deriblandt flere fra nabolandene (for eksempel svenskeren Johan Peter Molin, nordmanden Brynjulf Bergslien, finlænderne Walter Runeberg og Johannes Takanen). Som overskud af sin kunstnervirksomhed efterlod Bissen sig ved sin død omkring 60.000 kroner.

### Kritik
Uden skår var lykken dog ikke: han vidste nok, at han efterhånden blev stærkt kritiseret. Det må her være tilladt at sige, at publikums konversationskritik af hans kunst undertiden har været imbecil nok, og at den fornemmere kritik, som forlød fra personer af høj og fin litterær dannelse, heller ikke just skulle indgyde ham synderlig agtelse ved kunstnerisk indsigt. Synet for det, som gør kunsten til kunst, hørte endnu aldeles ikke med til nationens almindelige dannelse, end ikke den højeste, hvorimod et vist æstetisk-litterært ræsonnement var glimrende udviklet og talte med om alt. Men Bissen havde heller ikke altid det rette kald til at fyldestgøre hver enkelt af de opgaver, der stilledes til hans kunst. Det gælder for eksempel om statuen af Oehlenschlager. Bissen, som vel vidste, at man ikke var fornøjet med den, ytrede ved given lejlighed: "Oehlenschläger sagde en Gang: jeg er en lykkelig Mand; thi jeg er en smuk Mand, og jeg er Danmarks største Digter. I disse Ord har man hele Manden: en lykkelig Mand, en smuk Mand, en stor Digter og -- en forfængelig Mand. Det havde jeg for Øje, da jeg udførte Statuen." En sådan ytring viser et skarpt kritisk syn for karakteristikken, men just ingen varm sympati for Oehlenschläger, som nationen vist hellere ville have set fremstillet som den unge digter, der slog til lyd for et helt nyt åndsliv i Norden, end som den aldrende mand, der hviler sig på sine laurbær. Alligevel er Bissens fremstilling af de personer, han selv har set, altid levende og mærkelig; hans billeder af fortidens skikkelser (Peter Wessel Tordenskiold, Tycho Brahe) har noget mindre interesse.
Til en så masseagtig virksomhed hørte ikke alene en energisk, men også en hurtig arbejdende kunstner, der kunne rive produktionen rask fra hånden. I denne retning gjorde Bissen snarest alt for godt fyldest. At dægge (kærtegne) og kæle rolig for et arbejde, at meddele det den kunstneriske kærligheds varme åndepust, at vinde prisen for fuldendthed i frembringelsen, at udarbejde karakteristikken i det fine og enkelte, det var ikke hans sag. Han underordnede, undertiden med lidt ubarmhjertighed, alt under hovedsagen og helheden, hans solide forstudier og naturlige sans for kraftige, tydelige træk, for plastikkens store tømmerværk, gjorde ham til en virkelig mester. Men hans værker frembød intet af den interesse, som beror på skrupuløs fordybelse i studiet, navnlig af den menneskelige skikkelse; i denne retning havde Thorvaldsens senere produktion, som dannede grundlaget for hans, heller ikke stemt fordringerne højt, og han manglede den spore, som en livlig konkurrence og kunstnerisk forståelse fra publikums side kunne have givet ham.
Der var derfor naturlige grunde til, at Bissen i hele sin senere tid kom i et vanskeligt forhold til sin talentfuldeste yngre kunstbror i Danmark, Jerichau, et forhold, som udgør et vigtigt kapitel af hans kunstnerbiografi, men som er vanskeligt at oplyse. For Jerichaus beundrere stillede det sig således, at Bissen ifølge sit forhold til det toneangivende parti i Danmark og sit nøje personlige venskab med Høyen, den ypperste, eller rettere eneste, autoritet i den kunstneriske kritik, havde fået et uberettiget monopol på alle monumentale arbejder til skade for den frie kunstneriske virksomhed i et så lille land som Danmark. I henhold hertil dreves der især fra Jerichaus hustrus, den bekendte malerindes, side en ivrig privat agitation. Og ikke ganske uden føje: selv om man ville se sagen alene fra Bissens side, kunne man vel komme til det resultat, at hans egen kunst kunne have haft bedre af mere ro og en strengere begrænsning, og at der var læsset noget mere på den, end den med indre kunstnerisk adkomst kunne bære. Således var Bissen stillet mellem koldt og varmt. Fra den anden side, navnlig Høyens, fandt han en tilslutning, der var så ubetinget som muligt. Intet kunne bringe Høyen i harnisk som endog en beskeden ytring af kritik over Bissens kunst. Høyen elskede og beundrede virkelig denne jævnaldrende ungdomsven frem for alle samtidige og så i hans virksomhed sine egne inderste begreber om kunsten fyldestgjorte.
Var denne beundring end noget partisk, må det dog sikkert indrømmes, at Bissen virkelig frem for alle var sin tids mand for denne slags opgaver. Og det allermest i sammenligning med Jerichau. Thi hvilke fortrin denne end ellers kunne have – en finere lyrisk stemning og, i sin bedste tid, en mere gennemarbejdet og beåndet legemlig form -, så manglede han næsten aldeles en evne, som Bissen havde i den højeste grad, og som man kunne kalde karaktersans (sammenlign for eksempel Bissens Moses med Jerichaus David, eller Bissens H.C. Ørsted med Jerichaus). Bissen, som selv var en med faste og klare konturer tegnet karakter, havde også blik for karakteren i alle retninger, både for personens kraftige indre sammenhæng og for dens individuelle særpræg. Og det var netop denne evne, som der her var brug for, således som de monumentale opgaver stilledes, ikke alene i Danmark, men i hele det samtidige Europa.

### Eftermæle
Da Bissen døde 10. marts 1868, henregnedes han visselig til Danmarks mest ansete mænd. Akademiet fejrede i kongeparrets nærværelse en sørgefest, ved hvilken Høyens bevægede ord til kunstnerens minde gjorde et dybt indtryk. Ikke des mindre voksede kritikken imod ham i hans senere år, og især efter hans død, der to år efter fulgtes af Høyens, den frodigste vækst. Hans seneste monumentale arbejder, et par stående figurer af Frederik 7. (udførte til Køge, Odense, Frederiksborg) var ikke betydelige; og ved Frederik 7.’s rytterstatue, som afsløredes 1873, var der en påviselig fejl i kompositionen, som vakte mere opmærksomhed end dennes ypperlige sider. Der taltes hyppig om Bissen i en tone, som om nationens tillid til ham væsentlig havde været pustet op af hans venner og partigængere, og som om fejltagelsen nu endelig var opdaget. Sligt kan alene finde sted, hvor den kunstneriske dannelse og mening i nationen er en lille båd uden ballast, et bytte for enhver kastevind.

Medens man kivedes, undertiden lidenskabelig nok, om Bissen, bevarede han selv lige til sin død sin uafhængige og mandige holdning, sit beskedne og jævnmodige sind. Han kunne ved lejlighed give et djærvt svar, og han kunne blive vred, så at han blev rød i panden, og øjnene lynede under sænkede bryn; men tordenvejret trak hurtig over; hans grundtone var mild og hans hele færd i høj grad frisindet mod andre. Hans tænkemåde havde fået sit præg af hans ædle kunst og især af hans ungdomskærlighed til antikken. Han elskede og respekterede det nøgne menneske, mennesket i mennesket, men havde kun liden respekt tilovers for rangs- og standsforskelle. Hans kunstneriske og psykologiske blik var skarpt nok til at gennemskue skallen og trænge ind til kernen, og alt, hvad der hed mode og magelighed, endsige snøreliv (korset) og flitter (glimmer), ringeagtede han. For sit eget vedkommende var han også i høj grad bramfri og ligefrem og ubekymret for ydre æresbevisninger; ja endog sin vel erhvervede, kunstneriske anseelse bar han kun lidet til skue. Ligesom Thorvaldsen var han ganske fordomsfri med hensyn til religiøse meningsforskelle, derimod langt fra indifferent i politisk henseende. Når han, uden egentlig at tage del i politik, sluttede sig til den national-liberale retning, var det af de bedste grunde: kravet til borgerlig og individuel frihed havde dyb rod i hans karakter, ligesom nationalfølelsen i hans personlige liv.
Dog var hans hu delt imellem Norden og Syden. Fra sit tidligste ophold i Italien, da han i selskab med Freund 1827 gjorde en herlig fodvandring i Syditalien og på Sicilien, havde han fattet en levende kærlighed til dette land, og lige til sin alderdom droges han idelig derned af sin længsel. Ja, ikke mange år før sin død omgikkes han endnu med tanken om at købe et landsted i Roms omegn og tilbringe slutningen af sit liv i omgang med den skønne italienske natur. Thi hvor meget han end i sin ungdom var blevet tiltrukket af Italiens store kunst, var det efterhånden langt mere naturen, der fængslede ham. Han var en rask fodgænger dernede og gik gerne tidlig ud om morgenen for at tegne små landskaber i sin skitsebog. Desuden havde han aldrig sluppet sin barndoms interesse for dyrelivet; han sagde – vistnok med største ret – om sig selv, at han "måske kunne være blevet en ret dygtig naturforsker". Det var hans bedste nydelse at færdes i Roms landskaber og iagttage insekternes og krybdyrenes liv; han talte med megen anerkendelse om "edderkoppernes selvstændige karakter". Endog ved de herlige, græske ruiner i Pæstum interesserede han sig efterhånden mindre for de doriske søjler end for de vimse grønne firben, der solede sig på dem. Fra sine rejser i Syden bragte han stadig planter, skildpadder, fugle, firben osv. hjem med sig og omskabte med dem sit værksted i København til et lille stykke Italien. Således fik mangen nordisk idé alligevel form under Indtryk af sydlandske minder og omgivelser.